# Richard Sheldon
Pour les articles homonymes, voir Sheldon.
Richard Sheldon (9 juillet 1878 - 23 janvier 1935) était un athlète américain. Aux Jeux olympiques d'été de 1900 à Paris, il a remporté le lancer du poids et terminé troisième au lancer du disque. 

## Palmarès

### Jeux olympiques
- Jeux olympiques 1900 à Paris ( France) 
  -  Médaille d’or au lancer du poids
  -  Médaille de bronze au lancer du disque